# Censo de los Estados Unidos de 1950
El censo de los Estados Unidos de 1950 es el décimo séptimo censo realizado en Estados Unidos. Se llevó a cabo el 1 de abril de 1950 y dio como resultado una población de 150 697 361 habitantes. Desde abril de 2022 este es el censo más reciente cuya información personal está disponible para consulta pública gracias a la regla de los 72 años.

## Realización
La Oficina del Censo de los Estados Unidos recolectó los siguientes datos de todos los habitantes del país:
- Dirección
- Informar si vive en una casa o una granja
- Nombre
- Relación con el jefe de familia
- Raza
- Sexo
- Edad
- Situación marital (soltero, casado, viudo, divorciado o separado)
- Lugar de nacimiento (estado o país)
- Si es extranjero, informar si está naturalizado
- Informar si está desempleado
- Horas trabajadas en la última semana
- Ocupación, industria y clase de trabajador

Adicionalmente se realizaron una serie de preguntas adicionales a una de cada veinte personas encuestadas para obtener información complementaria:
- Informar si vivía en la misma casa el año pasado, si vivía en otra parte informar el condado de residencia
- Informar si vivía en el mismo país el año pasado, si vivía en otra parte informar el país
- Informar el país de nacimiento de los padres
- Último grado de escolaridad (sin escolarizar, kinder, primeros doce años de la educación básica, de uno a cuatro años de educación universitaria o graduado universitario)
- Informar si concluyó el último grado de escolaridad al que asistió
- Informar si ha asistido a la escuela en los últimos dos meses
- Informar si la persona está en busca de empleo y cuanto tiempo lleva en esa situación
- Cuantas semanas estuvo sin trabajar en el último año
- Ingresos acumulados en el último año como empleado asalariado
- Ingresos acumulados en el último año como trabajador independiente
- Ingresos acumulados en el último año por rentas, intereses, pensiones o similares
- Informar si realizó servicio militar en la Primera Guerra Mundial, la Segunda Guerra Mundial o en algún otro momento, incluyendo al momento de realizar el censo
- Tipo de labor desempeñada en su trabajo
- Si está casado, informar si ha tenido otro matrimonio antes
- Si está casado, divorciado, viudo o separado, informar cuantos años han pasado desde el último de esos eventos
- Si es mujer, informar del número de hijos que ha tenido

Desde el 1 de abril de 2022 este es el censo más reciente cuya información personal está disponible para consulta pública gracias a la regla de los 72 años.

## Resultados

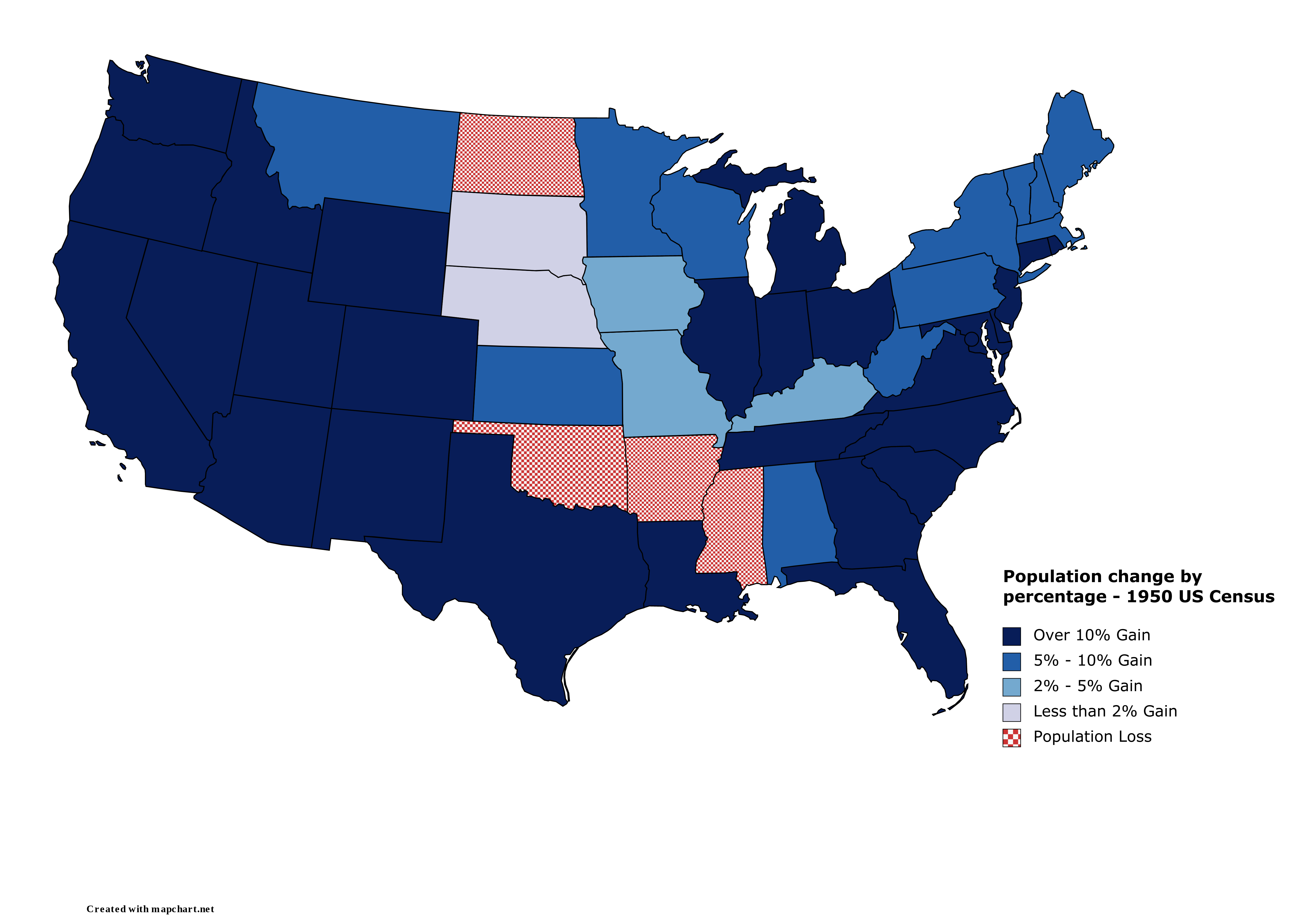
Cambios de población por estado respecto al censo anterior.

| Posición | Estado               | Población   |
| -------- | -------------------- | ----------- |
| 1        | Nueva York           | 14 830 192  |
| 2        | California           | 10 586 223  |
| 3        | Pensilvania          | 10 498 012  |
| 4        | Illinois             | 8 712 176   |
| 5        | Ohio                 | 7 946 627   |
| 6        | Texas                | 7 711 194   |
| 7        | Míchigan             | 6 371 766   |
| 8        | Nueva Jersey         | 4 835 329   |
| 9        | Massachusetts        | 4 690 514   |
| 10       | Carolina del Norte   | 4 061 929   |
| 11       | Misuri               | 3 954 653   |
| 12       | Indiana              | 3 934 224   |
| 13       | Georgia              | 3 444 578   |
| 14       | Wisconsin            | 3 434 575   |
| 15       | Virginia             | 3 318 680   |
| 16       | Tennessee            | 3 291 718   |
| 17       | Alabama              | 3 061 743   |
| 18       | Minnesota            | 2 982 483   |
| 19       | Kentucky             | 2 944 806   |
| 20       | Florida              | 2 771 305   |
| 21       | Luisiana             | 2 683 516   |
| 22       | Iowa                 | 2 621 073   |
| 23       | Washington           | 2 378 963   |
| 24       | Maryland             | 2 343 001   |
| 25       | Oklahoma             | 2 233 351   |
| 26       | Misisipi             | 2 178 914   |
| 27       | Carolina del Sur     | 2 117 027   |
| 28       | Connecticut          | 2 007 280   |
| 29       | Virginia Occidental  | 2 005 552   |
| 30       | Arkansas             | 1 909 511   |
| 31       | Kansas               | 1 905 299   |
| 32       | Oregón               | 1 521 341   |
| 33       | Nebraska             | 1 325 510   |
| 34       | Colorado             | 1 325 089   |
| 35       | Maine                | 913 774     |
| 36       | Distrito de Columbia | 802 178     |
| 37       | Rhode Island         | 791 896     |
| 38       | Arizona              | 749 587     |
| 39       | Utah                 | 688 862     |
| 40       | Nuevo México         | 681 187     |
| 41       | Dakota del Sur       | 652 740     |
| 42       | Dakota del Norte     | 619 636     |
| 43       | Montana              | 591 024     |
| 44       | Idaho                | 588 637     |
| 45       | Nuevo Hampshire      | 533 242     |
| 46       | Hawái                | 499 794     |
| 47       | Vermont              | 377 747     |
| 48       | Delaware             | 318 085     |
| 49       | Wyoming              | 290 529     |
| 50       | Nevada               | 160 083     |
| 51       | Alaska               | 128 643     |
| Total    | Total                | 151 325 798 |

## Ciudades más pobladas
| Posición | Ciudad        | Estado               | Población |
| -------- | ------------- | -------------------- | --------- |
| 1        | Nueva York    | Nueva York           | 7 891 957 |
| 2        | Chicago       | Illinois             | 3 620 962 |
| 3        | Filadelfia    | Pensilvania          | 2 071 605 |
| 4        | Los Ángeles   | California           | 1 970 358 |
| 5        | Detroit       | Míchigan             | 1 849 568 |
| 6        | Baltimore     | Maryland             | 949 708   |
| 7        | Cleveland     | Ohio                 | 914 808   |
| 8        | San Luis      | Misuri               | 856 796   |
| 9        | Washington    | Distrito de Columbia | 802 178   |
| 10       | Boston        | Massachusetts        | 801 444   |
| 11       | San Francisco | California           | 775 357   |
| 12       | Pittsburgh    | Pensilvania          | 676 806   |
| 13       | Milwaukee     | Wisconsin            | 637 392   |
| 14       | Houston       | Texas                | 596 163   |
| 15       | Búfalo        | Nueva York           | 580 132   |
| 16       | Nueva Orleans | Luisiana             | 570 445   |
| 17       | Mineápolis    | Minnesota            | 521 718   |
| 18       | Cincinnati    | Ohio                 | 503 998   |
| 19       | Seattle       | Washington           | 467 591   |
| 20       | Kansas City   | Misuri               | 456 622   |